# مانويل شميد
مانويل شميد (بالألمانية: Manuel Schmid)‏ (23 أغسطس 1981 كتسبويل النمسا - ) هو لاعب كرة قدم نمساوي يلعب كلاعب وسط.

## روابط خارجية
- مانويل شميد على موقع قاعدة بيانات كرة القدم.إي يو (الإنجليزية)
- مانويل شميد على موقع Soccerway.com (الإنجليزية)
- مانويل شميد على موقع عالم كرة القدم.نت (الإنجليزية)